# Mon copain Buddy
Pour plus de détails, voir Fiche technique et Distribution.
Mon copain Buddy (Buddy) est un film américain réalisé par Caroline Thompson, sorti en 1997.

## Synopsis
Trudy est une femme excentrique, surprenante et la plus fervente protectrice des animaux depuis Noé. Buddy, son gorille, est son favori. Quand Trudy le voit pour la première fois, c'est un bébé terriblement malade. Elle lui ouvre alors les portes de son cœur et de son foyer et l'élève comme son propre fils.

## Fiche technique
- Titre original : Buddy
- Titre français : Mon copain Buddy
- Réalisation et scénario : Caroline Thompson
- Musique : Elmer Bernstein
- Pays d'origine :  États-Unis
- Sociétés de production : Columbia Pictures, Jim Henson Pictures et American Zoetrope
- Genre : Comédie dramatique
- Durée : 84 minutes
- Date de sortie : 6 juin 1997

## Distribution
- Rene Russo : Gertrude "Trudy" Lintz
- Robbie Coltrane : Dr Bill Lintz
- Alan Cumming : Dick Croner
- Irma P. Hall : Emma
- Paul Reubens : le professeur Spatz
- John Aylward : M. Bowman
- Mimi Kennedy : Mme Bowman
- Dane Cook : le flic à l'Exposition universelle de Chicago